# Spargaloma perditalis
Spargaloma perditalis là một loài bướm đêm trong họ Erebidae.